# 동력 항공기

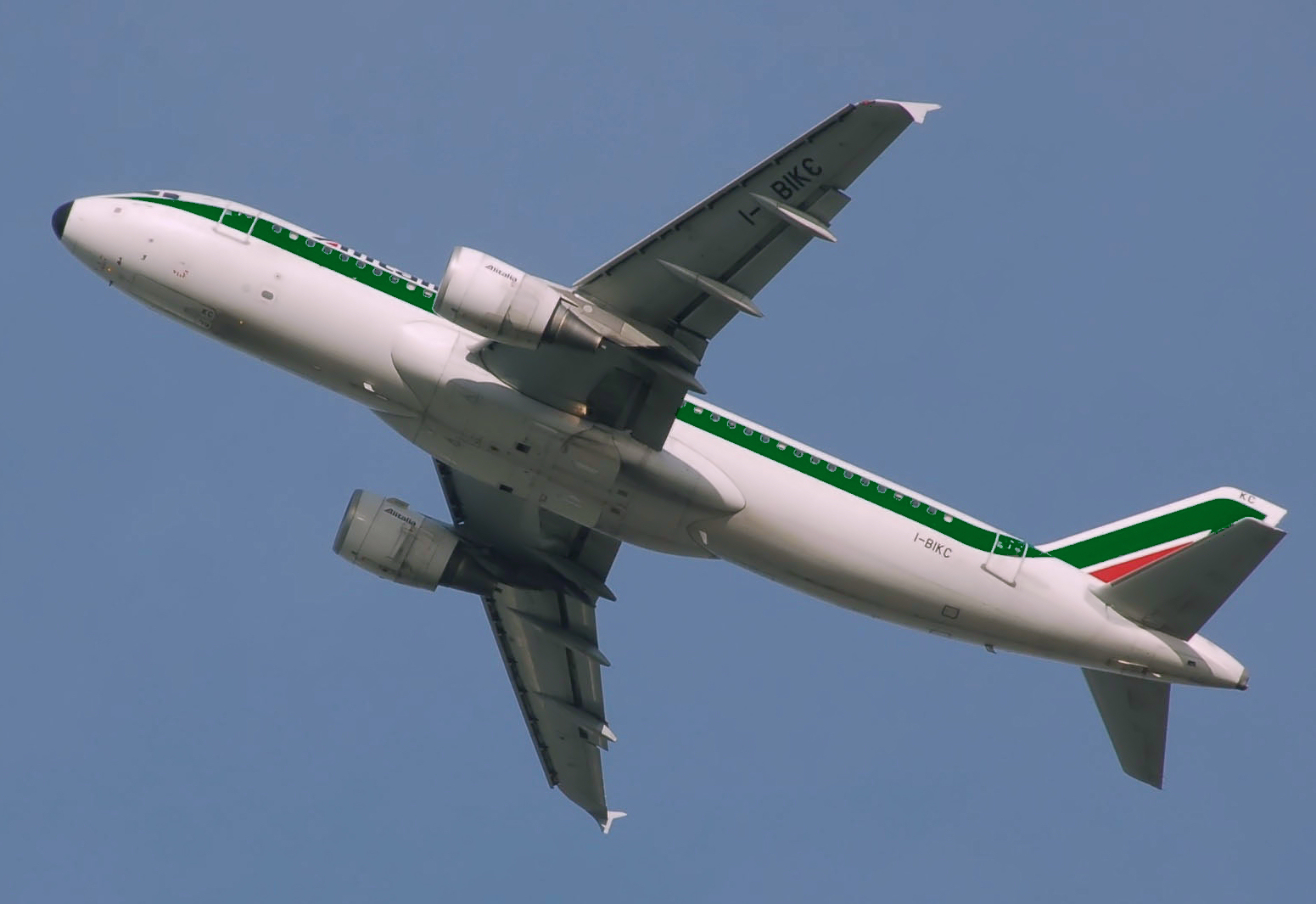

동력 항공기(動力航空機, powered aircraft)는 일부 유형의 항공기 엔진이 만들어내는 기계적 힘으로 추진력을 사용하는 항공기이다.
항공기 추진은 거의 무조건 프로펠러 형태 또는 제트추진 형태를 사용한다. 오니소프터(ornithopter) 등의 다른 잠재적인 추진 기법들은 매우 드물게 사용된다.

## 추진 방식

### 회전하는 에어로포일

#### 프로펠러기
프로펠러는 크기가 작은, 날개같은 에어로포일 날(blade)들이 중앙 허브 주변에 배치되어 있으며 비행 방향으로 정렬된 축에서 회전한다.

#### 회전 날개 항공기
회전 날개 항공기는 양력을 제공하는 수평면에서 회전하는 회전날을 가지고 있다.

## 같이 보기
- 핵추진 항공기